# نيت شميت
نيت شميت (بالإنجليزية: Nate Schmidt)‏ هو لاعب هوكي الجليد أمريكي، ولد في 16 يوليو 1991 في سانت كلاود في الولايات المتحدة.

## وصلات خارجية
- نيت شميت على موقع دوري الهوكي الوطني (الإنجليزية)
- نيت شميت على موقع EliteProspects.com (الإنجليزية)
- نيت شميت على موقع Eurohockey.com (الإنجليزية)
- نيت شميت على موقع HockeyDB.com (الإنجليزية)
- نيت شميت على موقع Hockey-Reference.com (الإنجليزية)